# Центр переработки информации (Польша)
Центр переработки информации (пол. Ośrodek Przetwarzania Informacji, OPI) — государственный научно-исследовательский институт в Польше, подведомственный Министерству науки и высшего образования. Здание расположено по адресу: аллея Независимости 188/b, 00-608 Варшава (al. Niepodległości 188/b, 00-608 Warszawa).
Его основной задачей является обеспечение быстрого и лёгкого интернет-доступа к базам данных, содержащим новейшую и подробную информацию о науке в Польше. Институт занимается созданием ИТ-системы и программного обеспечения для сектора науки и высшего образования. OPI также проводит исследования деятельности научных учреждений, подразделений высшего образования и организаций, поддерживающих трансфер технологий. OPI PIB была создателем первого польского некоммерческого веб-сайта об искусственном интеллекте Sztucznainteligencja.org.pl. Проводимые в центре работы являются частью программы Европейского союза.

## ИТ-системы, разработанные Центром
- POL-on — интегрированная сеть информации о науке и высшем образовании. Является самым большим хранилищем данных о польской науке и высшем образовании, которое также включает PBN (Польская научная библиография), POL-index (Польская база данных цитирования) и ORPPD (Национальный репозиторий письменных дипломных работ)[1].

- Единая система антиплагиата — это система, используемая для проверки дипломных работ на плагиат. Работает с 2019 года на территории всей Польши. Системы искусственного интеллекта, которые используются в схеме, способны анализировать большие объёмы текста и находить похожие фрагменты, даже перенесённые с изменением порядка слов или применением синонимов, так как в систему интегрировано более трёх миллионов дипломных работ (в том числе и на иностранных языках). Также система реагирует на замену букв на символы из других языков, знаки в белом цвете вместо пробелов и так далее[2]. Система предоставляется бесплатно для всех университетов Польши[3].

- Интегрированная система услуг для науки/Служба финансовых потоков (польск. Zintegrowany System Usług dla Nauki/Obsługa Strumieni Finansowania (ZSUN/OSF))— система регистрации и обработки заявок на финансирование науки, поданных в Министерство науки и высшего образования, Национальный научный центр и Национальный центр исследований и разработок[4].
- ELA (польск. Ekonomicznych Losów Absolwentów) — общенациональная система мониторинга экономической судьбы выпускников вузов, которая показывает заработок выпускников отдельных факультетов и вузов. Это позволяет абитуриентам сделать более осознанный выбор обучения[5].
- RAD-on (Reports Analyses Data) — интегрированная информационная платформа, которая собирает, обрабатывает и предоставляет информацию о высшем образовании и науке в Польше. Он объединяет девять систем: POL-on, Inventorum, Nauka Polska, ORPPD, OSF/ZSUN, PBN, SEDN, SWWR и ELA[6].
- NAWA (польск. Narodowej Agencji Wymiany Akademickiej) — система Национального агентства академических обменов, поддерживающая академический обмен и международное сотрудничество польских университетов. В системе NAWA студенты, учёные и учреждения подают заявки на исследовательские стипендии. Система поддерживает оценку заявок на получение стипендий, подписание договоров и подачу отчётов[7].
- Польская научная библиография (польск. Polska Bibliografia Naukowa (PBN)) — база данных, в которой собрана информация о публикациях польских учёных, научных подразделений, а также о польских и зарубежных журналах. Является частью системы POL-on[8].
- Национальный репозиторий письменных дипломных работ (польск. Ogólnopolskie Repozytorium Pisemnych Prac Dyplomowych (ORPPD) — часть системы POL-on. ORPPD собирает полные тексты дипломных работ, защищённых в польских университетах, для уполномоченных лиц[9].
- Польская наука (польск. Nauka Polska)— база данных, в которой собрана информация о научно-исследовательских работах, проводимых в Польше, польских учёных и научных учреждениях, а также о национальных и международных выставках и научных конференциях[10].
- Система поддержки выбора рецензента (польск. System Wspomagania Wyboru Recenzentów (SWWR)) — база знаний о потенциальных рецензентах. Рекомендует экспертов по заданным критериям или на основании текста заявки, и позволяет обрабатывать заявки в условиях конкурсов[11].
- Navoica — общедоступная учебная платформа, предлагающая бесплатные онлайн-курсы на польском языке во многих областях науки по формуле MOOC (Massive Open Online Courses). Веб-сайт создаёт сеть сотрудничества между университетами и другими признанными образовательными учреждениями[12].
- Inventorum — это платформа, объединяющая учёных с бизнесом и промышленностью. Являясь активной рекомендательной системой, она предоставляет специализированную информацию об инновациях, проектах, инновационных предприятиях, учёных и научных учреждениях[13].
- Агентство медицинских исследований — представляет собой инструмент, поддерживающий подачу и обработку заявок на участие в научных и исследовательских программах. В рамках системы объявляются конкурсы предложений и оцениваются заявки[14].
- SEDN (польск. System Ewaluacji Dorobku Naukowego) — система, которая используется для представления и оценки научных достижений научных подразделений, действующих в Польше. Система SEDN позволяет присваивать научную категорию (C, B, A, A+)[15].

## Лаборатории
- Лаборатория статистического анализа — отслеживает изменения в инновационной политике страны, проводит сравнения и оценивает исследовательские проекты и программы[16]
- Лаборатория интеллектуальных информационных систем — разрабатывает информационные системы, призванные повысить конкурентоспособность и функциональность учреждений и предприятий; также занимается созданием и внедрением программного обеспечения, которое может использоваться компаниями и государственными учреждениями. Создает «интеллектуальные алгоритмы», инструменты, позволяющие автоматически находить интересующую пользователя информацию в Интернете, и инструменты, которые собирают и систематизируют большие объёмы данных[17]. Например, специалистами лаборатории были разработаны платформа eRADS, которая поддерживает работу радиологов рака предстательной железы и система, обнаруживающая симптомы депрессии в социальных сетях. В лаборатории также создали платформу, помогающую обнаруживать эмоций в тексте[18].
- Лаборатория интерактивных технологий — разрабатывает новые способы взаимодействия человека с компьютером. Исследования основаны на объединении различных областей: компьютерных наук, социологии, психологии, нейронауки и статистики. Лаборатория анализирует явления, связанные с индивидуальным взаимодействием человека и компьютера, а также социальный контекст этого взаимодействия. Учитывает влияние когнитивной психологии и эмоциональных факторов на эффективное использование технологий[19]
- Лаборатория бизнес-систем — разрабатывает систему обработки потоков финансирования (OSF) типа workflow, которая также выступает в качестве генератора приложений; OSF регистрирует и обрабатывает заявки на финансирование науки, поданные в Министерство науки и высшего образования, Национальный научный центр и Национальный центр исследований и разработок[20]
- Лаборатория лингвистической инженерии — создаёт инструменты для обнаружения знаний из текстовых данных и собирает, обрабатывает и ищет информацию, хранящуюся в виде текстов на польском языке[21]
- Лаборатория прикладного искусственного интеллекта — реализует проекты на стыке новых технологий и медицины. Она разрабатывает систему eRADS для поддержки врачей при диагностике пациентов с онкологическими заболеваниями. В лаборатории также занимаются предоставлением цифровых электронных услуг для Национального агентства академических обменов Польши[22]
- Лаборатория баз данных и бизнес-аналитики — разрабатывает передовые системы обработки и визуализации данных для государственного и частного секторов. Лаборатория готовит отчёты для учреждений, участвующих в формировании политики исследований и разработок в Польше и Европейском Союзе и создаёт рекомендации для изменений в сфере науки и высшего образования, а также инноваций[23]

## Руководство
- доктор Ярослав Протасевич — директор OPI PIB. Защитил докторскую диссертацию в Институте системных исследований Польской академии наук. Преподаватель Университета информационных технологий и менеджмента в Варшаве. В OPI PIB много лет возглавлял Лабораторию интеллектуальных информационных систем. Он занимается разработкой искусственного интеллекта и программного обеспечения, а также статистикой, анализом текстов и веб-сайтов. Занимается управлением проектами с использованием гибких методологий, проектированием и разработкой программного обеспечения, а также машинным обучением и биоинформатикой[24].

- Джоанна Кушлик-Чихош — заместитель директора по административным вопросам. В OPI PIB работает с 2010 года. Изначально работала в команде Польско-швейцарской исследовательской программы, с 2012 года в качестве координатора реализации системных проектов. С 2015 года в качестве менеджера отдела координации проектов и социальных коммуникаций[24].
- Марек Михайлович — заместитель директора по разработке программного обеспечения. В OPI PIB занимал должность руководителя проекта системы POL-on и заместителя заведующего Лабораторией интеллектуальных информационных систем[24].
- Конрад Стахурски — заместитель финансового директора. В OPI PIB работает с 2008 года — сначала как специалист по бухгалтерскому учёту, затем как независимый бухгалтер и заместитель главного бухгалтера. После назначения главным бухгалтером в 2018 году отвечал за финансы, налоги и организацию бухгалтерского учёта Института[24].